# Alexander Morozevich
Alexander Morozevich é um dos mais importantes enxadristas russos e um dos melhores do mundo.

## Carreira
Morozevich ganhou as manchetes no mundo do xadrez em 1994, quando venceu o torneio Lloyds Bank em Londres, com um resultado surpreendente de 9,5 em 10. Ele já havia chamado a atenção por causa de seus bons sucessos, então mudou para a nocaute em 1993. O torneio em Tilburg venceu o jogador de classe mundial Michael Adams por 2-0 e no mesmo ano venceu vários torneios na Rússia e na Ucrânia (ele venceu em Alushta em 1993 e 1994) torneios Grandmaster para o título de Grandmaster. Ele jogou pela equipe B da Rússia nas Olimpíadas de Xadrez de 1994 em Moscou, com a qual conquistou o bronze. Na virada de 1994/95 ele ganhou o forte torneio de Pamplona. Os anos seguintes foram menos bem-sucedidos para o jovem e foram marcados por alguns contratempos.
Assim, baixou seu desempenho Elo, no entanto, no início do ano de 1998 para 2 590. Este ano foi seguido por uma nova série de sucessos para Morozevich: primeiro ele ganhou um forte torneio em Chisinau 8,5 de 9 Estes foram três pontos à frente de Viktor Bologan e Konstantin Sakajew. No mesmo ano, ele venceu o campeonato russo em São Petersburgo na frente de Pyotr Swidler. Ele também ganhou a Copa da Rússia em Samara este ano, compartilhada com Vadim Svyagintsev. No final do ano ele conquistou a medalha de ouro com a Rússia nas Olimpíadas de Xadrez em Elista e deu uma contribuição importante com seu excelente resultado (+6 = 4 −0). Como resultado deste aumento, Morozevich recebeu um número de 2 723 na lista de classificação seguinte e subiu para o 5º lugar no mundo. Quando o jornal russo 64 votou no Oscar do xadrez em 1998, ele teve que dar lugar a Viswanathan Anand, mas conseguiu uma vaga à frente do campeão mundial Garry Kasparov.
Ele tem sido um convidado regular em torneios de nível mundial desde 1999. Seu estilo extremamente arriscado e imaginativo significa que ele raramente chega às primeiras posições nesses torneios, mas é altamente perigoso para qualquer oponente. Suas vitórias em Biel em 2003 (8 em 10) e 2004 (7,5 em 10) estão entre seus maiores sucessos nos últimos anos. Além disso, ao participar do tradicional torneio combinado de xadrez cego / xadrez rápido em Monte Carlo, ele provou que é um excelente jogador de xadrez cego. Ele venceu o torneio de xadrez às cegas em 2002 e terminou em segundo em 2003, atrás de Vladimir Kramnike venceu novamente em 2004. Em 2002, seu resultado combinado (15 de 22) foi suficiente para vencer o torneio, em 2004 ele dividiu o primeiro lugar com Kramnik (14,5 de 22 cada). Em 2006, ele venceu novamente o torneio (14,5 em 22) e foi novamente o vencedor na disciplina de xadrez às cegas (9,5 em 11). Ele foi um dos oito participantes da Copa do Mundo FIDE em San Luis / Argentina em 2005 e foi o quarto lugar. Em 2006, depois de 2003 e 2004, ele venceu o torneio Grand Masters em Biel pela terceira vez. O que foi notável foi sua taxa de empate excepcionalmente baixa neste nível: ele ganhou sete jogos e perdeu dois (ambos contra Magnus Carlsen) e empatou apenas uma vez. No final de 2006, Morosewitsch venceu claramente uma rodada do torneio na categoria 17 em Pamplona com 6 pontos em 7 jogos (+5 = 2-0) na frente de Dmitri Jakowenko e Alexei Schirow.
Em 2007, ele terminou em segundo lugar no forte torneio de Morelia / Linares em fevereiro e em sexto lugar na Copa do Mundo na Cidade do México em setembro (entre oito participantes). Em dezembro, ele venceu o campeonato russo em Moscou com 8 pontos em 11 jogos e um desempenho de Elo de 2817. Depois de alguns resultados mais fracos, ele venceu outro torneio bem equipado em julho de 2011: nas semifinais do campeonato russo em Taganrog, ele veio com 8 pontos em 11 jogos para o 1º lugar indiviso. Na Copa do Mundo de Xadrez de 2011 em Khanty-Mansiysk ele falhou na 3ª rodada com 0,5: 1,5 para Alexander Grishchuk. Em outubro de 2011, Morozevich ganhou a Copa do Governador em Saratov com 8,5 pontos em 11 jogos e um desempenho Elo de 2917.
Em 2007, ele publicou um livro sobre a Defesa de Chigorin do Gambito da Rainha, que tornou popular: A Defesa de Chigorin de acordo com Morozevich (ISBN 90-5691-200-3).